# Triumph Motor Company
Triumph Motor Company – dawne brytyjskie przedsiębiorstwo branży motoryzacyjnej, produkujące samochody osobowe.
Przedsiębiorstwo powstało w 1885 roku, początkowo pod nazwą Triumph Cycle Company i zajmowało się produkcją rowerów. W 1923 roku rozpoczęła się produkcja pierwszych samochodów marki Triumph, a w 1930 roku nazwę przedsiębiorstwa zmieniono na Triumph Motor Company. W 1944 roku Triumph został przejęty przez Standard Motor Company. W 1960 roku Standard-Triumph został częścią Leyland Motors, a w 1968 roku został włączony do British Leyland. Ostatni pojazd pod marką Triumph wyprodukowano w 1984 roku. Obecnie marka jest własnością BMW.

## Modele

### Okres przedwojenny

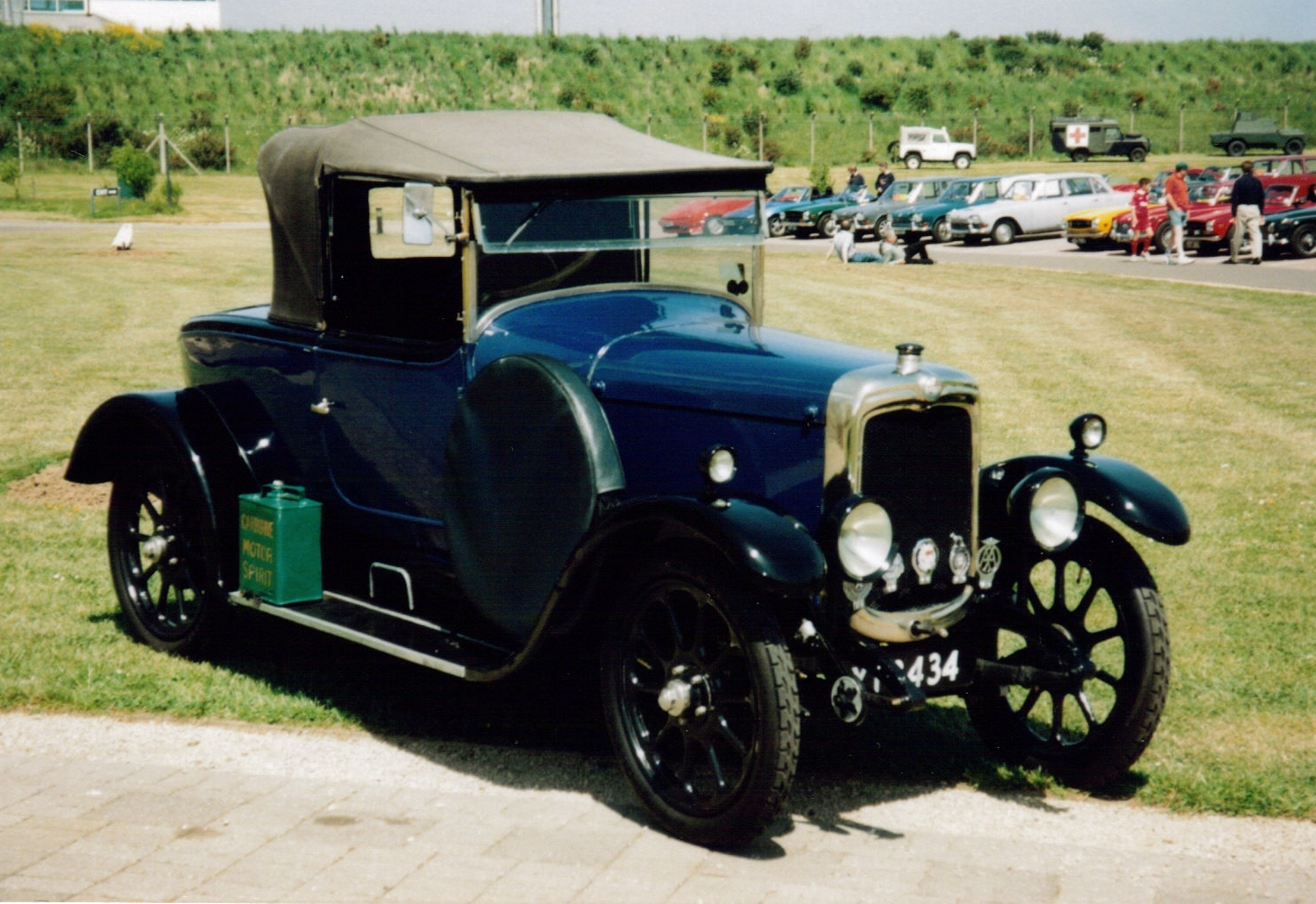
Triumph 10/20

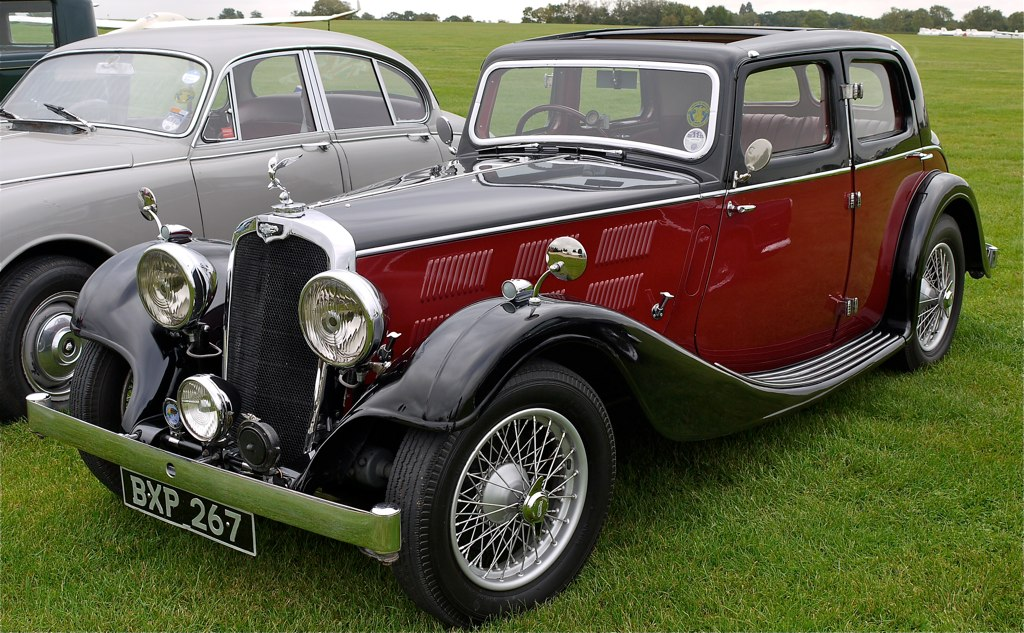
Triumph Gloria Six

| Model                             | Silnik                      | Lata produkcji |
| --------------------------------- | --------------------------- | -------------- |
| Triumph 10/20                     | 1393 cm³ R4                 | 1923–1925      |
| Triumph 13/35 (12.8)              | 1872 cm³ R4                 | 1927–1927      |
| Triumph 15/50 (Fifteen)           | 2169 cm³ R4                 | 1926–1930      |
| Triumph Super 7                   | 747 cm³ R4                  | 1928           |
| Triumph Super 8                   | 832 cm³ R4                  | 1930           |
| Triumph Super 9                   | 1018 cm³ R4                 | 1931           |
| Triumph Gloria 10                 | 1087 cm³ R4                 | 1933           |
| Triumph 12-6 Scorpion             | 1203 cm³ R6                 | 1931–1933      |
| Triumph Southern Cross            | 1087 lub 1232 cm³ R4        | 1932           |
| Triumph Gloria ('12' / '12') Four | 1232 lub 1496 cm³ R4        | 1934–1937      |
| Triumph Gloria ('6' / '6/16') Six | 1476 lub 1991 cm³ R6        | 1934–1935      |
| Triumph Gloria 14                 | 1496 lub 1767 cm³ R4        | 1937–1938      |
| Triumph Dolomite 8                | 1990 cm³ R8                 | 1934           |
| Triumph Dolomite Vitesse 14       | 1767 cm³ R4 lub 1991 cm³ R6 | 1937–1938      |
| Triumph Vitesse                   | 1767 cm³ R4 lub 1991 cm³ R6 | 1936-1938      |
| Triumph Dolomite 14/60            | 1767 cm³ R4 lub 1991 cm³ R6 | 1937–1939      |
| Triumph Dolomite Roadster         | 1767cm³ R4 lub 1991 cm³ R6  | 1937–1939      |
| Triumph 12                        | 1496 cm³ R4                 | 1939–1940      |

### Po 1945 roku

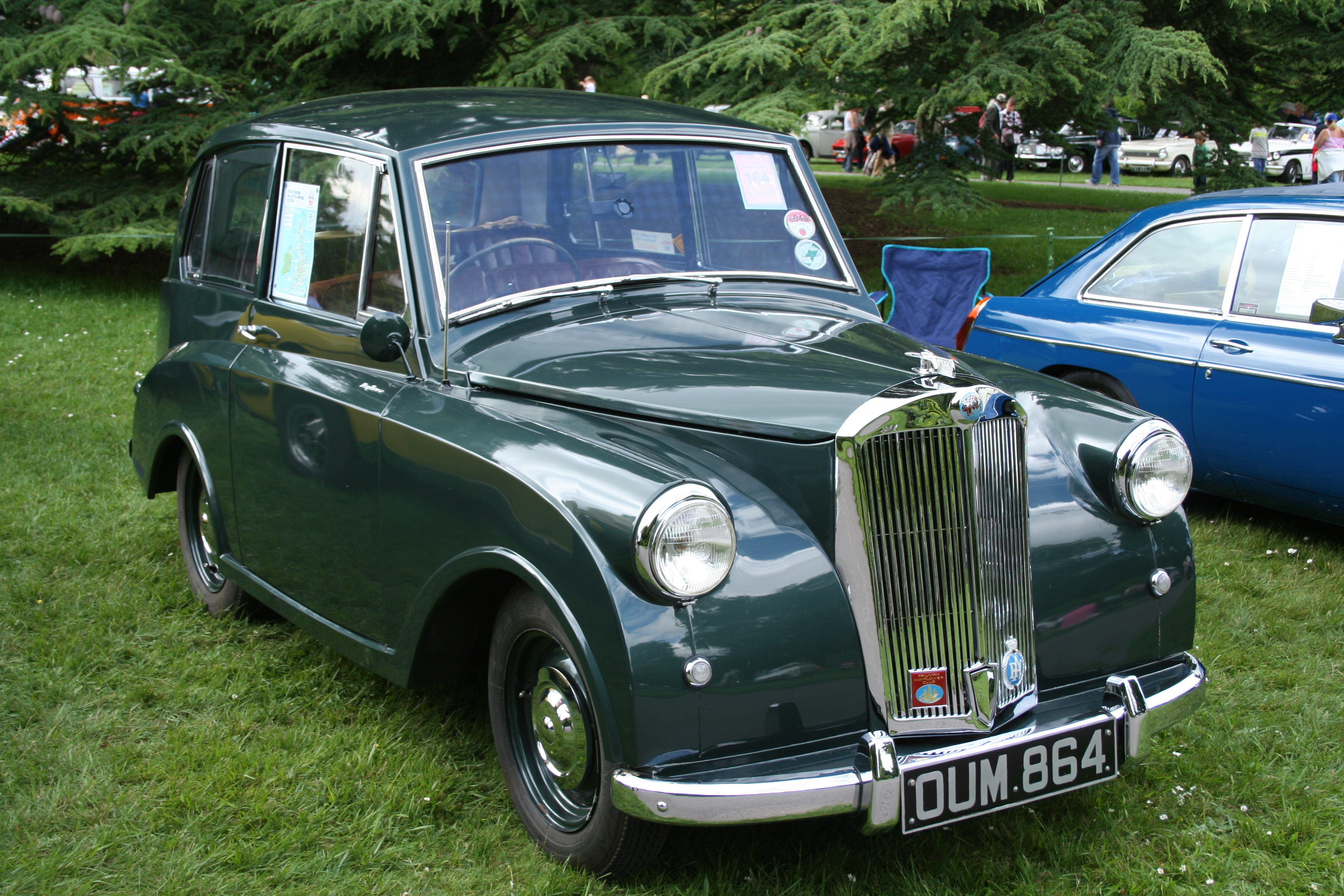
Triumph Mayflower

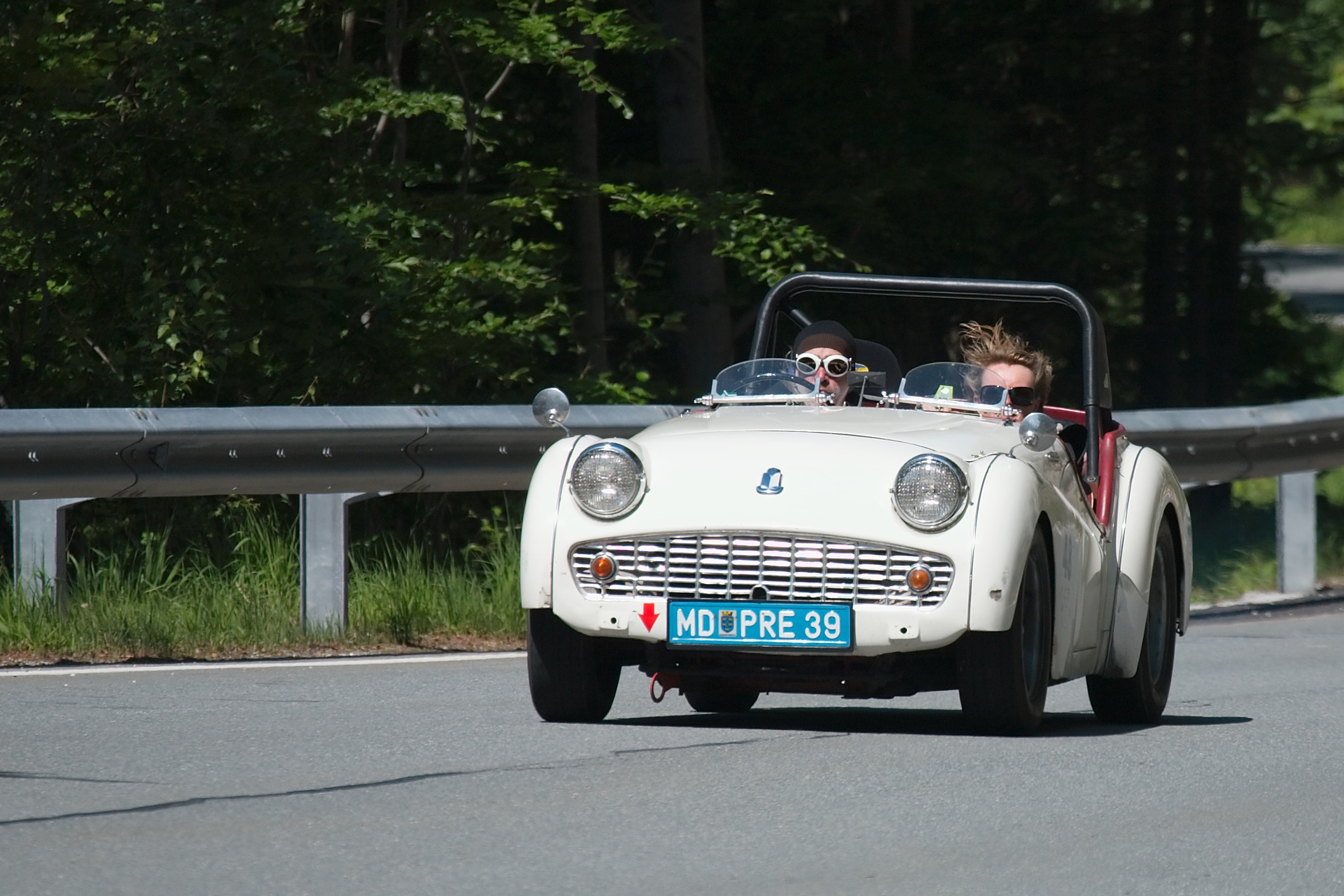
Triumph TR3

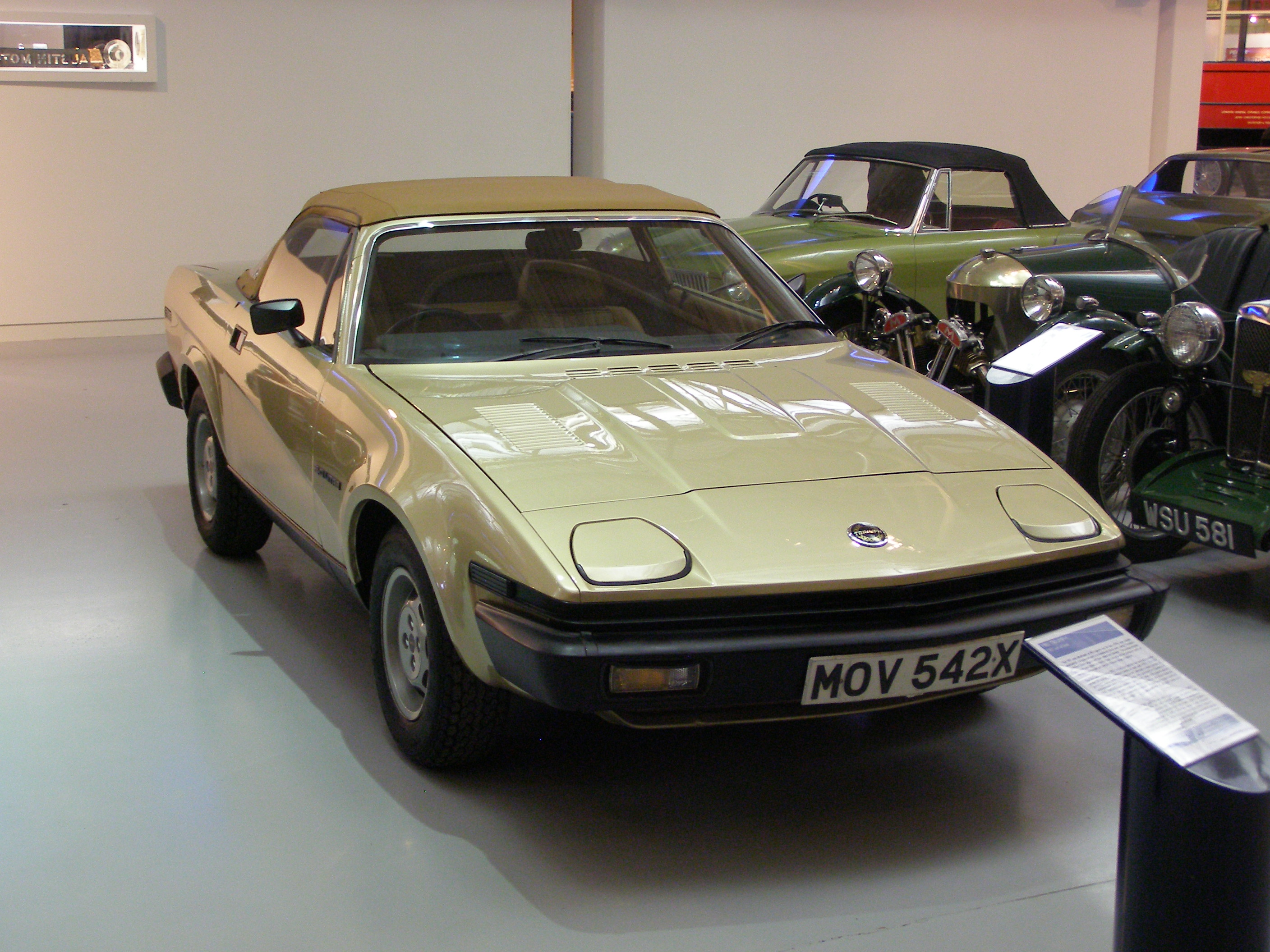
Triumph TR7

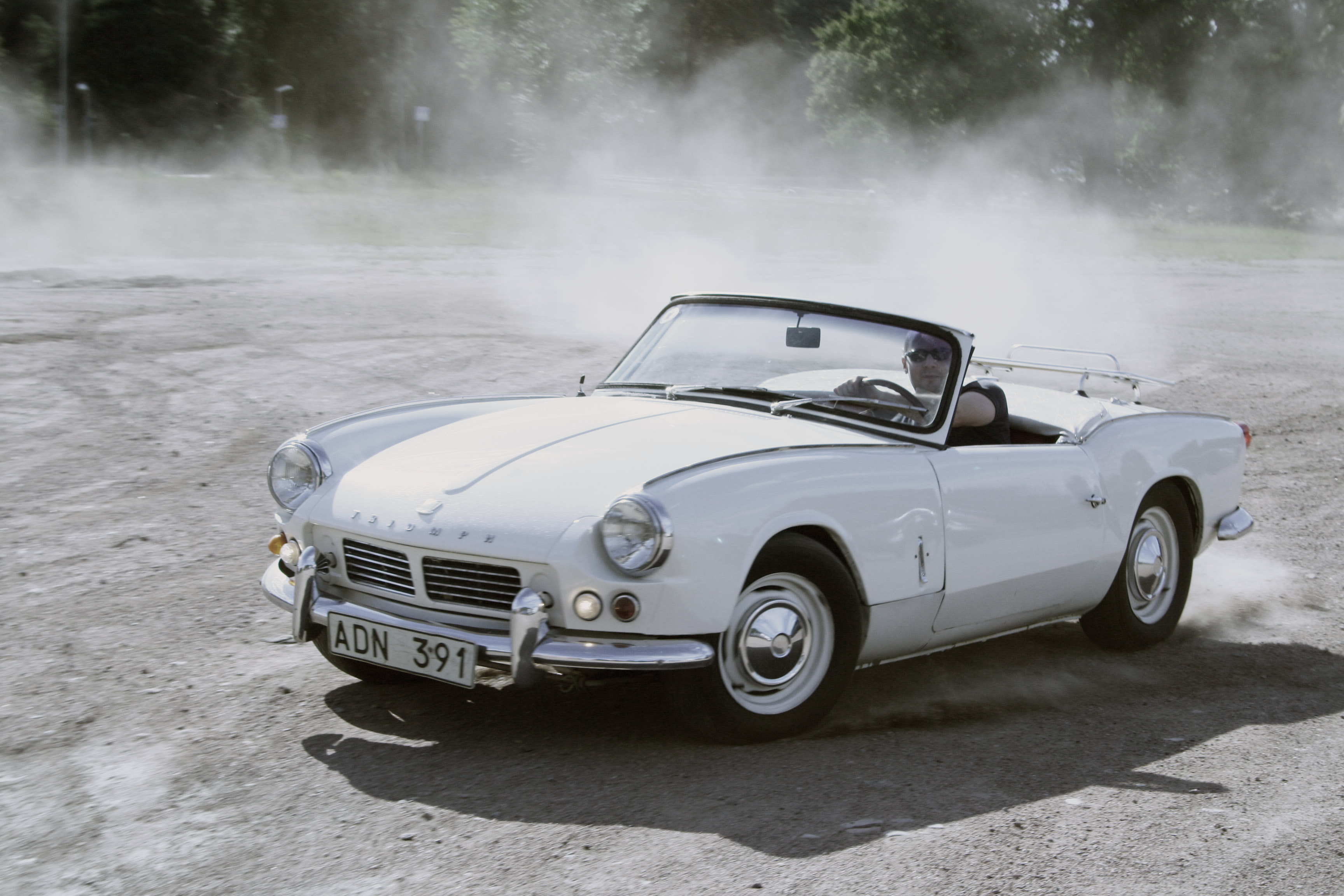
Triumph Spitfire Mk II

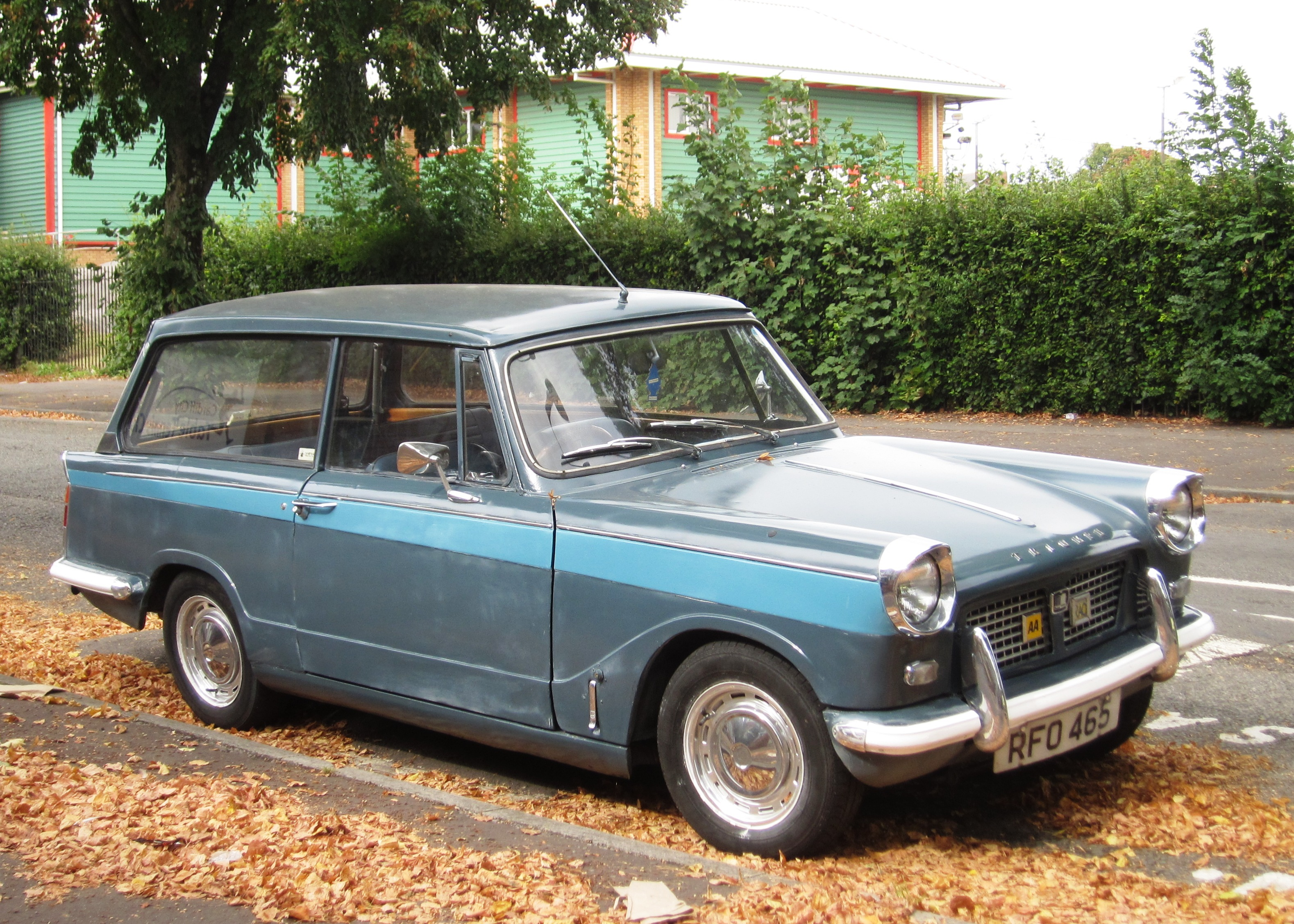
Triumph Herald 1200

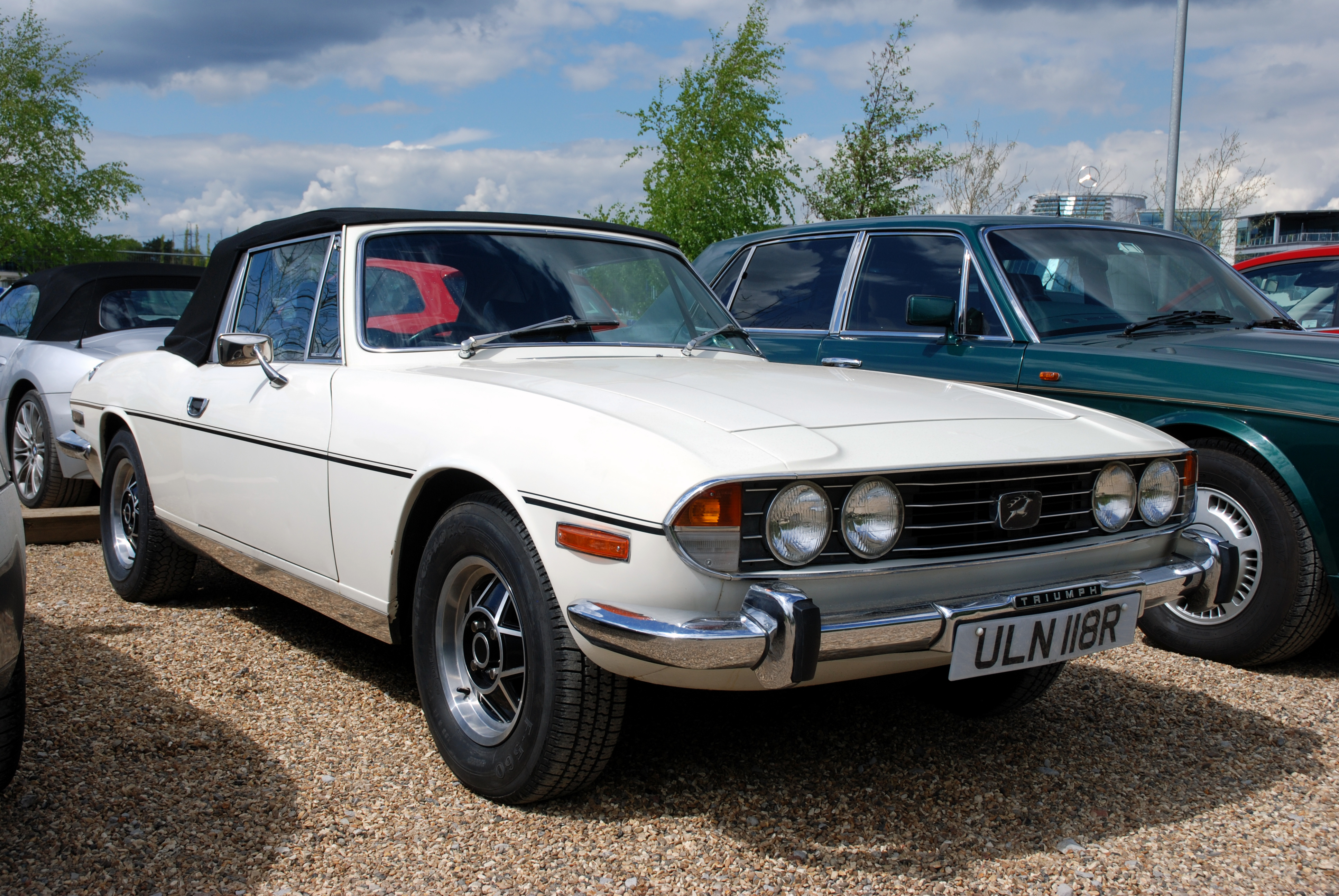
Triumph Stag

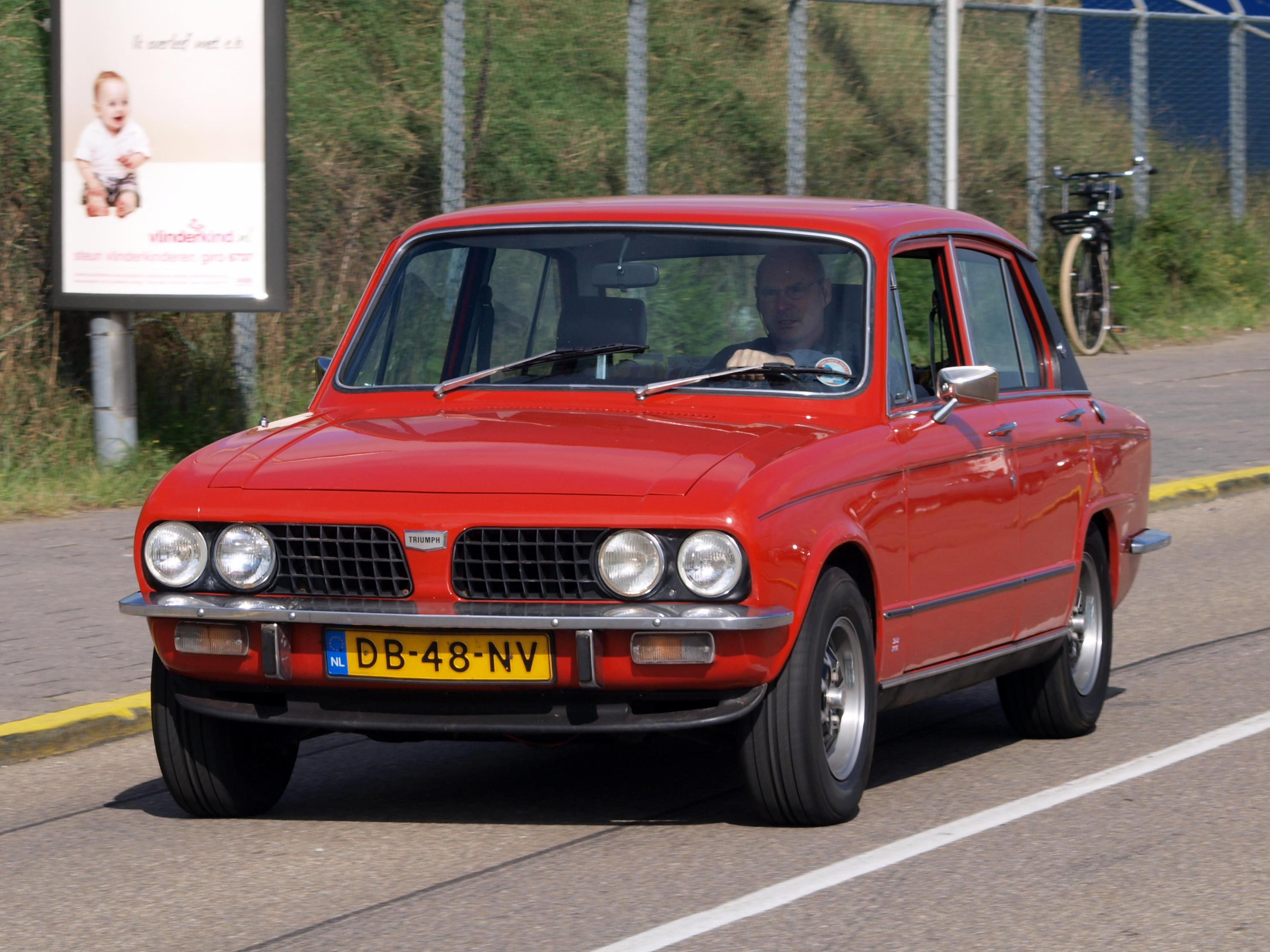
Triumph Dolomite 1850 HL

| Model                                  | Silnik      | Lata produkcji | Wielkość produkcji |
| -------------------------------------- | ----------- | -------------- | ------------------ |
| Triumph 1800 Saloon                    | 1776 cm³ R4 | 1946–1949      |                    |
| Triumph 1800 Roadster                  | 1776 cm³ R4 | 1946–1948      |                    |
| Triumph 2000 Saloon                    | 2088 cm³ R4 | 1949           |                    |
| Triumph 2000 Roadster                  | 2088 cm³ R4 | 1948–1949      |                    |
| Triumph Renown                         | 2088 cm³ R4 | 1949–1954      |                    |
| Triumph Mayflower                      | 1247 cm³ R4 | 1949–1953      |                    |
| Triumph TR1 / 20TS                     | 2208 cm³ R4 | 1950           |                    |
| Triumph TR2                            | 1991 cm³ R4 | 1953–1955      | 8636               |
| Triumph TR3                            | 1991 cm³ R4 | 1956–1958      |                    |
| Triumph TR3A                           | 1991 cm³ R4 | 1958–1962      |                    |
| Triumph TR3B                           | 2138 cm³ R4 | 1962           |                    |
| Triumph Italia                         | 1991 cm³ R4 | 1959–1962      |                    |
| Triumph TR4                            | 2138 cm³ R4 | 1961–1965      |                    |
| Triumph TR4A                           | 2138 cm³ R4 | 1965–1967      |                    |
| Triumph TR5                            | 2498 cm³ R6 | 1967–1969      |                    |
| Triumph TR250                          | 2498 cm³ R6 | 1967–1969      |                    |
| Triumph Dove GTR4                      | 2138 cm³ R4 | 1961–1964      |                    |
| Triumph TR6                            | 2498 cm³ R6 | 1969–1976      |                    |
| Triumph TR7                            | 1998 cm³ R4 | 1975–1981      |                    |
| Triumph TR8                            | 3528 cm³ V8 | 1978–1981      |                    |
| Triumph Spitfire 4 (Spitfire Mk I)     | 1147 cm³ R4 | 1962–1965      | 45 763             |
| Triumph Spitfire Mk II                 | 1147 cm³ R4 | 1965–1967      | 37 409             |
| Triumph Spitfire Mk III                | 1296 cm³ R4 | 1967–1970      | 65 320             |
| Triumph Spitfire Mk IV                 | 1296 cm³ R4 | 1970–1974      | 70 021             |
| Triumph Spitfire 1500                  | 1493 cm³ R4 | 1974–1980      | 95 829             |
| Triumph GT6                            | 1998 cm³ R6 | 1966–1973      | 40 926             |
| Triumph Herald                         | 948 cm³ R4  | 1959–1964      |                    |
| Triumph Herald 1200                    | 1147 cm³ R4 | 1961–1970      |                    |
| Triumph Herald 12/50                   | 1147 cm³ R4 | 1963–1967      |                    |
| Triumph Herald 13/60                   | 1296 cm³ R4 | 1967–1971      |                    |
| Triumph Vitesse 6                      | 1596 cm³ R6 | 1962–1966      |                    |
| Triumph Vitesse Sports 6               | 1596 cm³ R6 | 1962–1964      |                    |
| Triumph Vitesse 2-litre/Vitesse Mark 2 | 1998 cm³ R6 | 1966–1971      |                    |
| Triumph 1300                           | 1296 cm³ R4 | 1965–1970      |                    |
| Triumph 1300 TC                        | 1296 cm³ R4 | 1967–1970      |                    |
| Triumph 1500                           | 1493 cm³ R4 | 1970–1973      |                    |
| Triumph 1500 TC                        | 1493 cm³ R4 | 1973–1976      |                    |
| Triumph Stag                           | 2997 cm³ V8 | 1971–1977      |                    |
| Triumph Toledo                         | 1296 cm³ R4 | 1970–1978      |                    |
| Triumph Dolomite 1300                  | 1296 cm³ R4 | 1976–1980      |                    |
| Triumph Dolomite 1500/1500 HL          | 1493 cm³ R4 | 1976–1980      |                    |
| Triumph Dolomite 1850                  | 1850 cm³ R4 | 1972–1976      |                    |
| Triumph Dolomite 1850 HL               | 1850 cm³ R4 | 1976–1980      |                    |
| Triumph Dolomite Sprint                | 1998 cm³ R4 | 1973–1980      |                    |
| Triumph 2000 Mk 1, Mk 2, TC            | 1998 cm³ R6 | 1963–1977      |                    |
| Triumph 2.5 PI Mk 1, Mk 2              | 2498 cm³ R6 | 1968–1975      |                    |
| Triumph 2500 TC & S                    | 2498 cm³ R6 | 1974–1977      |                    |
| Triumph Acclaim                        | 1335 cm³ R4 | 1981–1984      | 133 625            |